# Syzygiella anomala
Syzygiella anomala là một loài rêu tản trong họ Jungermanniaceae. Loài này được (Lindenb. & Gottsche) Stephani miêu tả khoa học lần đầu tiên năm 1902.